# Ottilia Rodrigues Affonso Mitidieri
Ottilia Rodrigues Affonso Mitidieri (Rio de Janeiro, 29 de março de 1927) é uma química brasileira. É considerada pelo CNPq uma das pioneiras da ciência no Brasil.

Em sua atividade científica, destaca-se seu trabalho sobre enzimas, especialmente a xantina oxidase e a superóxido dismutase. Trabalhou no Instituto Nacional do Câncer.